# NGC 3630
NGC 3630 este o galaxie lenticulară situată în constelația Leul. A fost descoperită în 23 februarie 1784 de către William Herschel. Se află la o distanță de 25 de megaparseci de Pământ.